# Eriocaulon escape
Eriocaulon escape là một loài thực vật có hoa trong họ Cỏ dùi trống. Loài này được B.F.Hansen mô tả khoa học đầu tiên năm 1969.